# Имшенецкий, Вячеслав Андреевич
Вячесла́в Андре́евич Имшене́цкий  (1939 — 2009) — русский советский прозаик, детский писатель, сценарист.

## Биография
Имшенецкий Вячеслав Андреевич родился в 1939 году в Горьком (ныне — Нижний Новгород), но уже в 1940 году его семья переехала в Иркутск. В Иркутске сначала учился, затем преподавал на факультете журналистики Иркутского государственного университета. Работал журналистом газеты «Восточно-Сибирская правда» и на областном телевидении. Во время работы журналистом объездил всю Восточную Сибирь и под впечатлением от встреч написал свою первую повесть «Сарма — ветер байкальский».
Успех Имшенецкого, как писателя, пришел с изданием книги «Секрет лабиринта Гаусса» о приключениях подростков и о так называемом «золоте Колчака» (действие происходит по большей части в Иркутской области и Бурятии, многие детали вымышлены).
Книга привлекла огромное внимание, особенно среди детской аудитории. По просьбам читателей Имшенецкий написал еще две повести «Тайник комиссара» и «Подмена» под общим названием «Зашифрованные маршруты» — в них фигурируют те же герои, что разгадывали тайну лабиринта Гаусса.
Скончался в январе 2009 года.

## Экранизация
Творчество Имшенецкого оставило след и в кино. По мотивам повести «Секрет лабиринта Гаусса» на студии Мосфильм поставлен приключенческий фильм «Петькина тропа» (Режиссёр — Бурыкин Ю. И., сценарист — Имшенецкий В. А., 1965). По другим данным, фильм снят на студии Довженко в Киеве и в другом году.